# Tveitanbakken
Tveitanbakken – kompleks skoczni narciarskich o punktach konstrukcyjnych K90, K40, K15 i K8, znajdujący się w norweskim Notodden.
Rekord obiektu normalnego, wynoszący 104 m, ustanowił w marcu 2014 Marius Lindvik. Kobiecy rekord obiektu należy do Austriaczki Danieli Iraschko, która podczas zawodów Pucharu Kontynentalnego skoczyła 102,5 metra.
Na skoczni regularnie organizowane są zawody Pucharu Kontynentalnego kobiet. Rozgrywano na niej również Puchar Kontynentalny mężczyzn i FIS Cup.